# 価値多元主義
価値多元主義 （かちたげんしゅぎ、英語：Value pluralism）とは、倫理多元主義（Ethical pluralism）または道徳的多元主義（Moral pluralism）の名称でも知られるが、哲学的倫理学における一つの考えである。すなわち、同等に正しく根本的な複数の価値が存在していて、それらが互いに矛盾し合うことがありうるという考えをいう。
加えるに、多くの場合、価値多元主義は、このような互換ではない複数の価値概念または価値観が、重要性の見地において客観的な序列を持たないという意味において、「通約不能、incommensurable、EN」であるということを前提としている。

価値多元主義は、規範倫理学（normative ethics、EN）的理論すなわち価値観の集合それ自体というより寧ろ、メタ倫理学における理論である。価値多元主義の理論を説明する初めての本格的な研究を執筆し、学会の注目を集めさせた人物と目されているのが、オックスフォード大学の哲学者・観念史家であるアイザイア・バーリンである。（参照：アイザイア・バーリン・ヴァーチャル・ライブラリ）。

## コンテクスト
価値多元主義は、道徳的相対主義と道徳的絶対主義（バーリンは後者を一元主義と呼んだ）の双方に対し、オルタナティブな思想である。価値多元主義の例としては、修道女として道徳的に生きることと母親として道徳的に生きることを同時におこなうことはできないが、しかし、いずれが望ましいのか、純粋に合理的な計測規準は存在しないということが挙げられる。このゆえに、道徳的な決定は、しばしば、どちらの選択肢を採るべきかについて、一切の理性的な計算によらず根源的に選択することを必要とする。
価値多元主義は、多元主義が差異を認める範囲を限っているという点において、価値相対主義と異なっている。価値多元主義が差異を認めるのは、人間の死活に関わる必要が侵害された場合などである。

## 支持者
ウィリアム・ジェームズが1891年に行った講演の記録であるエッセー『道徳哲学者と道徳的生活』（The Moral Philosopher and the Moral Life、EN）には、バーリン的な価値多元主義の先駆的発想が見られる。ジェームズは以下のように書いている。「とはいえ、実際に提案されてきた［善の］計測規準のうち、一般的に満足できるものは何一つ存在しなかった……。様々な理念は、それらが理念であるという一点を除くと、共通した性格を備えていない。どんな単一の抽象的原理を用いても、哲学者に対して科学的に正確かつ真に有用な決疑論的規準のようなものを提供することはできない」。
（註：「決疑論」とは、社会の慣習や伝統的な宗教教典の聖句などによって、行為の善悪等を判定する議論方法を指す。「聖書のなかでキリストは、剣をもって争う者は剣で滅びると述べている。それ故、戦争は悪である」というような論法）。
ヨゼフ・ラズ（Joseph Raz、EN）を含む多数の者が、価値多元主義を解明し、擁護する研究を押し進めた。

## 批判
価値多元主義に対する重要な批判は、バーリンの学生であった哲学者チャールズ・ブラットバーグ（Charles Blattberg、EN）によって提起された。価値多元主義に対する別の批判者で近年著名なのは、ロナルド・ドウォーキンである。彼は、一元主義から出発して、自由主義的な平等（EN）の理論を錬成しようと試みている。

### 日本語訳
- アイザイア・バーリン 『自由論』（Four Essays on Liberty）　1997年　みすず書房